# Ščitastolistni plavček
Ščitastolistni plavček (znanstveno ime Nymphoides peltata), tudi ščitolistna močvirka, je vodna rastlina iz družine mrzličevk.

## Opis
Rastlina ima okroglo srčaste svetlo zelene liste, ki plavajo na gladini. Cvetovi so zlato rumene barve, rastlina pa cveti v juliju in avgustu. Domovina ščitastolistnega plavčka je Evrazija. Zaradi svoje atraktivnosti je pogosta okrasna rastlina, ki pa se je ponekod razširila iz ribnikov in postala invazivna vrsta.